# Малі фольклорні жанри
Малі фольклорні жанри (малі фольклорні форми) — це лаконічні за формою жанри фольклору, до цих жанрів належать невеликі за обсягом фольклорні твори. Малі фольклорні жанри є виразниками народної творчості в зжатому концентрованому вигляді і яскраво передають народну самобутність, як правило описуючи чіткі й зрозумілі життєві ситуації. До малих фольклорних жанрів відносяться: прислів'я, приказки, загадки, заклички, зичення, примовки, прокляття, скоромовки, лічилки, анекдоти. До них також належать пісенні тексти на одну строфу, наприклад, коломийки. Малі фольклорні жанри мають значну педагогічну цінність оскільки значно збагачують словниковий запас, розвивають артикуляційний апарат та фонематичний слух, крім того, вони є зразками для складання описових розповідей та ін.